# 노인학연구그룹
미국 노인학연구그룹(老人學硏究 - , 영어: Gerontology Research Group, GRG)은 미국에 있는 국제적인 노인학 연구단체이다.

## 개요
1990년에 이메일 의견 교환그룹으로 출발했고, UCLA에서 매달 모임을 열고 있다. 기네스 세계기록과 밀접한 관계를 맺으며 작업을 하고 있다. 연구 결과는 매년 간행되는 세계기록의 책에서 최고령자의 근거자료로 활용되는 것으로 추정된다. 원래 목적은 노화 방지 등의 연구이지만, 슈퍼센티네리언 연구가 주목을 끌고 있다.

## 같이 보기
- 장수 (수명)